# Classe Kapitan Yevdokimov
Le unità appartenenti alla classe Kapitan Yevdokimov sono rompighiaccio fluviali di piccole dimensioni in servizio in Russia.
Sono stati costruiti in Finlandia tra il 1983 ed il 1986.

## Utilizzo
I classe Kapitan Yevdokimov sono piccole unità progettate per operare sui fiumi artici ghiacciati, in modo da renderli navigabili.
La classe comprende nove unità, costruite in Finlandia nei cantieri di Helsinki.
- Kapitan Yevdokimov: entrato in servizio nel 1983.
- Kapitan Babichev: entrato in servizio nel 1983.
- Kapitan Borodkin: entrato in servizio nel 1983.
- Kapitan Chudinov: entrato in servizio nel 1983.
- Kapitan Evdokimov: entrato in servizio nel 1984.
- Avraamiy Zavenyagin: entrato in servizio nel 1984.
- Kapitan Metsayk: entrato in servizio nel 1984.
- Kapitan Demidov: entrato in servizio nel 1984.
- Kapitan Moshkin: entrato in servizio nel 1986.